# Cyclomilta melanolepia
Cyclomilta melanolepia är en fjärilsart som beskrevs av George Francis Hampson 1899. Cyclomilta melanolepia ingår i släktet Cyclomilta och familjen björnspinnare. Inga underarter finns listade i Catalogue of Life.